# Ion Țuculescu
Ion Țuculescu, né le 19 mai 1910 à Craiova en Roumanie et mort le 27 juillet 1962 à Bucarest, est un peintre roumain.

## Biographie
Ion Țuculescu occupe une place à part dans la peinture roumaine. Il n'a découvert sa vocation pour l'art qu'assez tard, après avoir étudié la médecine et les sciences de la nature, pour se consacrer ensuite aux recherches du domaine de la microbiologie. Il est l'auteur de travaux de spécialité très appréciés dans ces domaines. D'ailleurs, même après 1934, quand il reprit ses préoccupations artistiques (sa première exposition personnelle fut organisée quand il avait quinze ans), il ne renonça pas pour autant à son activité scientifique.

## Son œuvre
Esprit inquiet, Țuculescu s'est adonné avec ferveur à la peinture, travaillant comme un possédé, avec une intuition et une force issue de tréfonds intérieurs insondables. Il voyage, visite des musées, ouvre des expositions où il se cherche fébrilement soi-même. Sans avoir fréquenté les cours de quelque école de peinture, il sut adapter à sa vision artistique les acquisitions de l'art moderne universel.
Dans la phase de sa pleine affirmation, Țuculescu manifeste un intérêt toujours plus vif pour les traditions folkloriques roumaines ancestrales. La poupée, la croix votive, les œufs peints et ornés de dessins, le tapis orné de motifs antiques reviennent jusqu'à l'obsession dans ses tableaux, à côté d'oiseaux et de papillons et des regards hypnotiques d'yeux multipliés qui nous fixent de partout.
Tumultueux, vivant une existence spirituelle tourmentée, interrogeant sans cesse sa conscience sur la mission de l'art, il a révolutionné le chromatisme de la peinture roumaine. Saisissante manifestation posthume, la riche rétrospective ouverte en 1965 à Bucarest, où prédominaient les œuvres des dernières années de sa vie, a imposé Țuculescu comme l'un des grands peintres de la Roumanie. Les tableaux exposés alors ont suscité l'enthousiasme par leur expressivité hors du commun, par leur force chromatique stupéfiante.
Exposée ces dernières années dans divers centres culturels du monde, l'œuvre de Ion Țuculescu s'est acquis les appréciations les plus élogieuses. Car, comme l'écrivait un journal français, cette œuvre est « à la fois très ancienne, inscrite dans la tradition locale, folklorique, et très moderne, dans le ton, dans le lyrisme qui a ses sources principales dans l'admiration que l'artiste nourrissait pour van Gogh. » 
C'est bien pourquoi, comme n'a pas manqué de le souligner la presse étrangère, son œuvre n'appartient pas seulement à la Roumanie, mais aussi à l'histoire générale de l'art contemporain.

## Galerie photographique

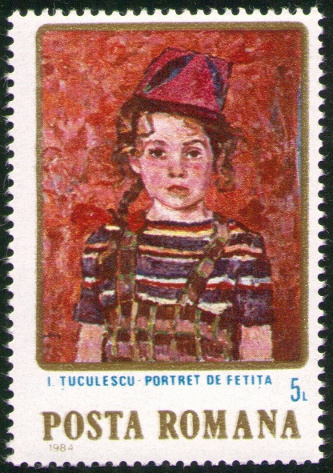
Portrait d'enfant
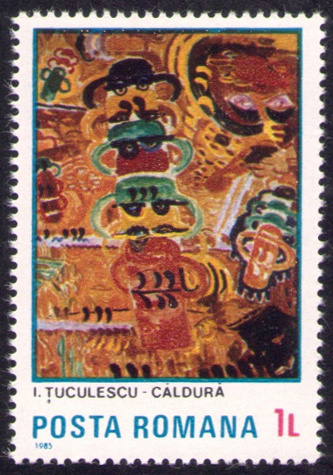
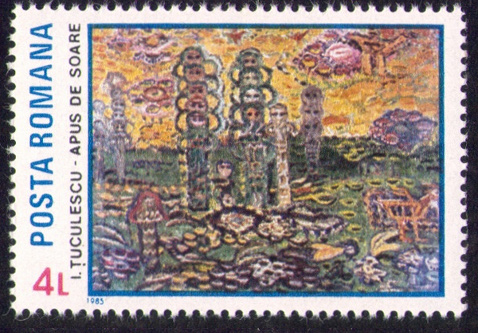
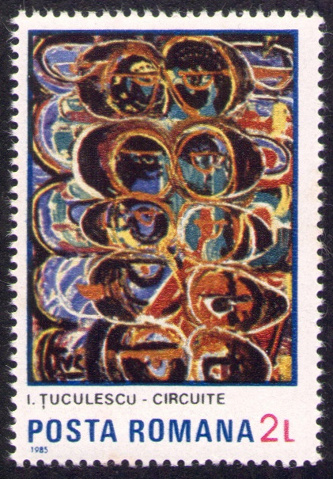
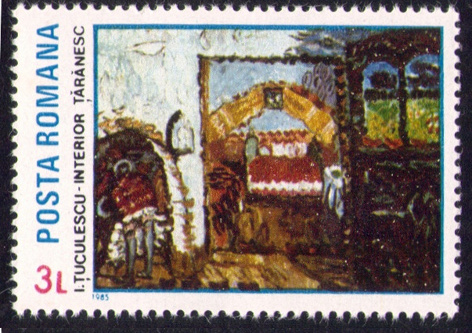